# 斯佩洛圣母堂

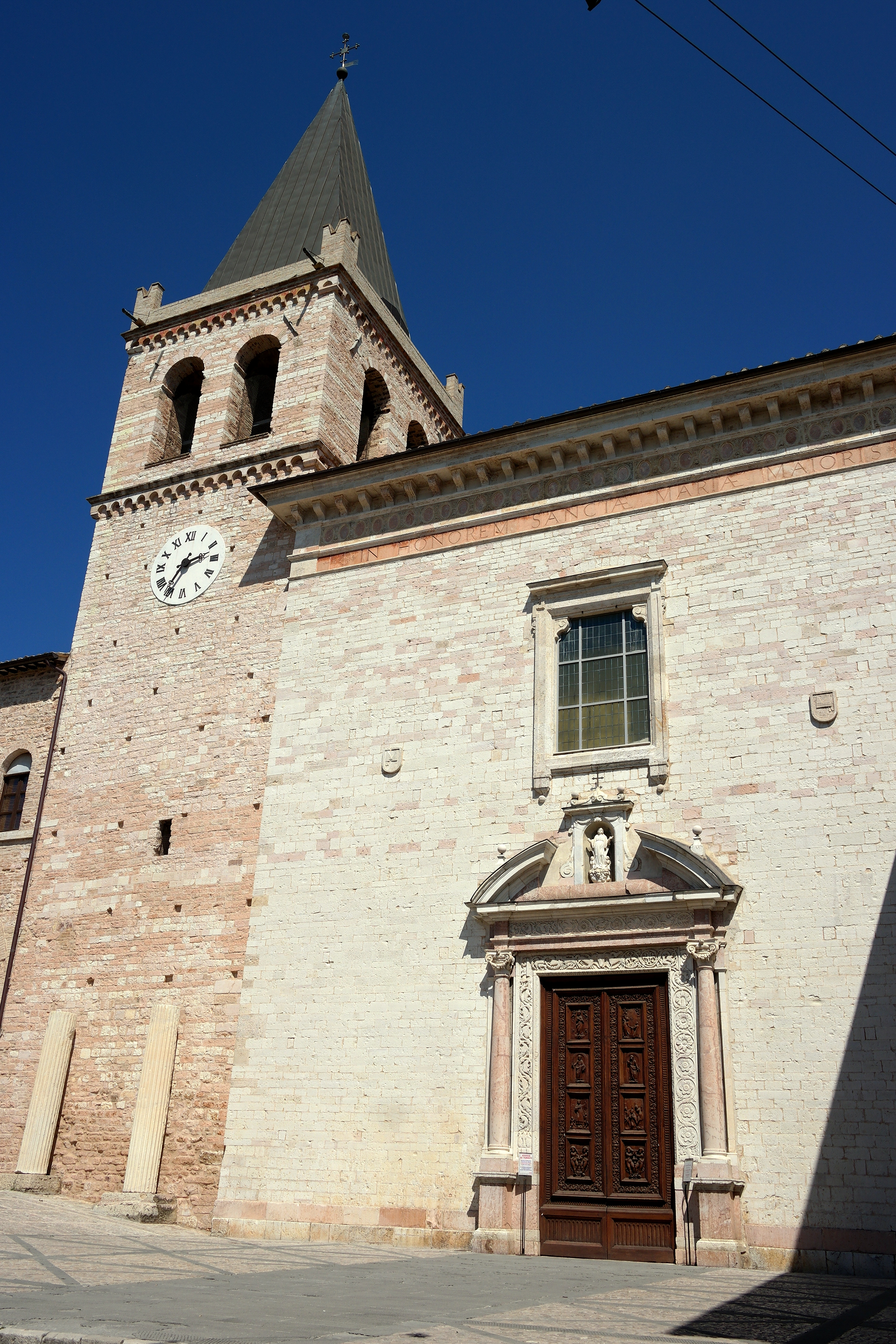

斯佩洛圣母堂（Chiesa di Santa Maria Maggiore）是一座罗马天主教教堂，位于意大利翁布里亚大区佩鲁贾省斯佩洛，属于天主教福利尼奥教区。该堂于13世纪下半叶建成。堂内巴廖尼小堂有平图里乔的湿壁画。

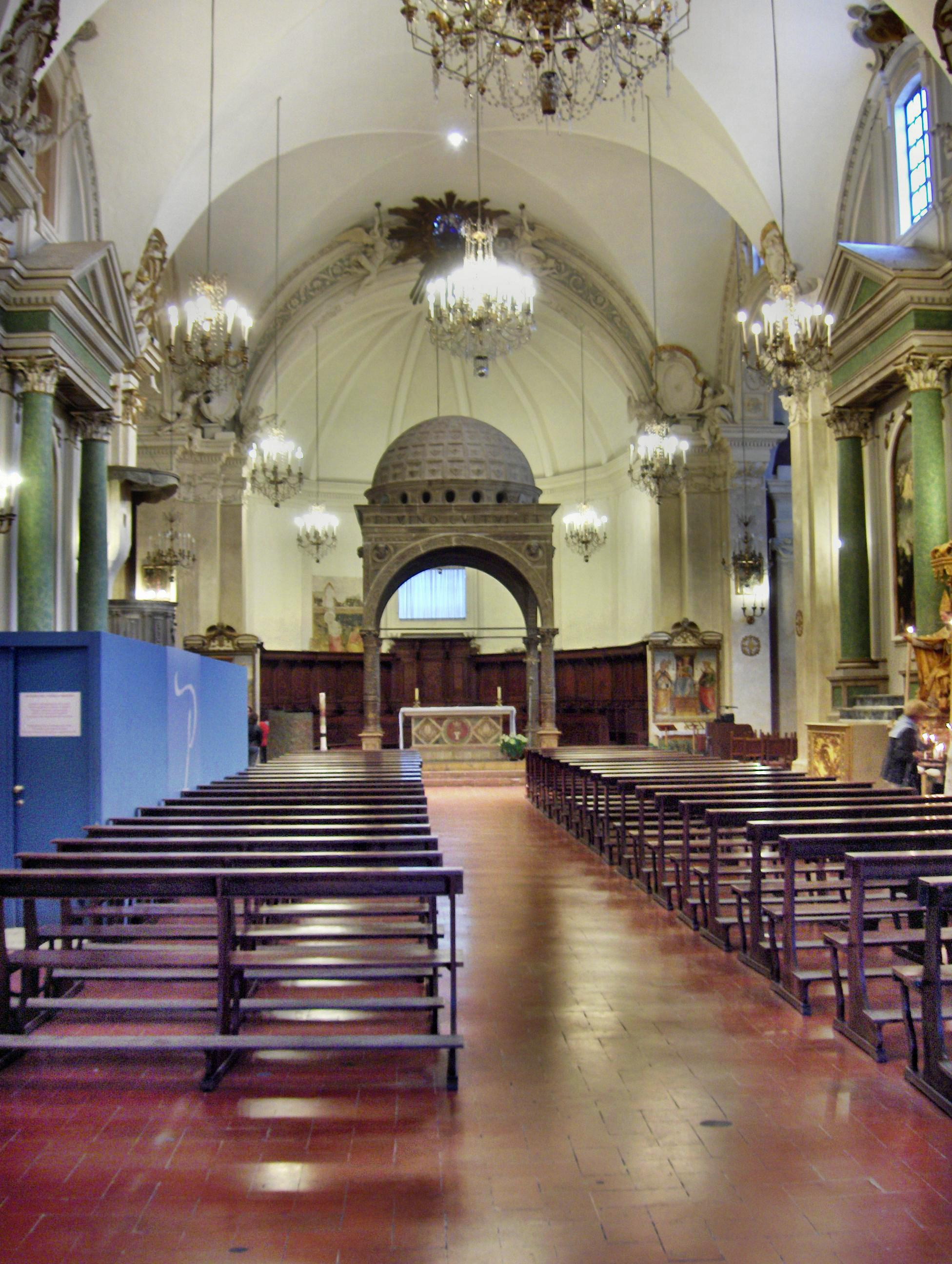
内部

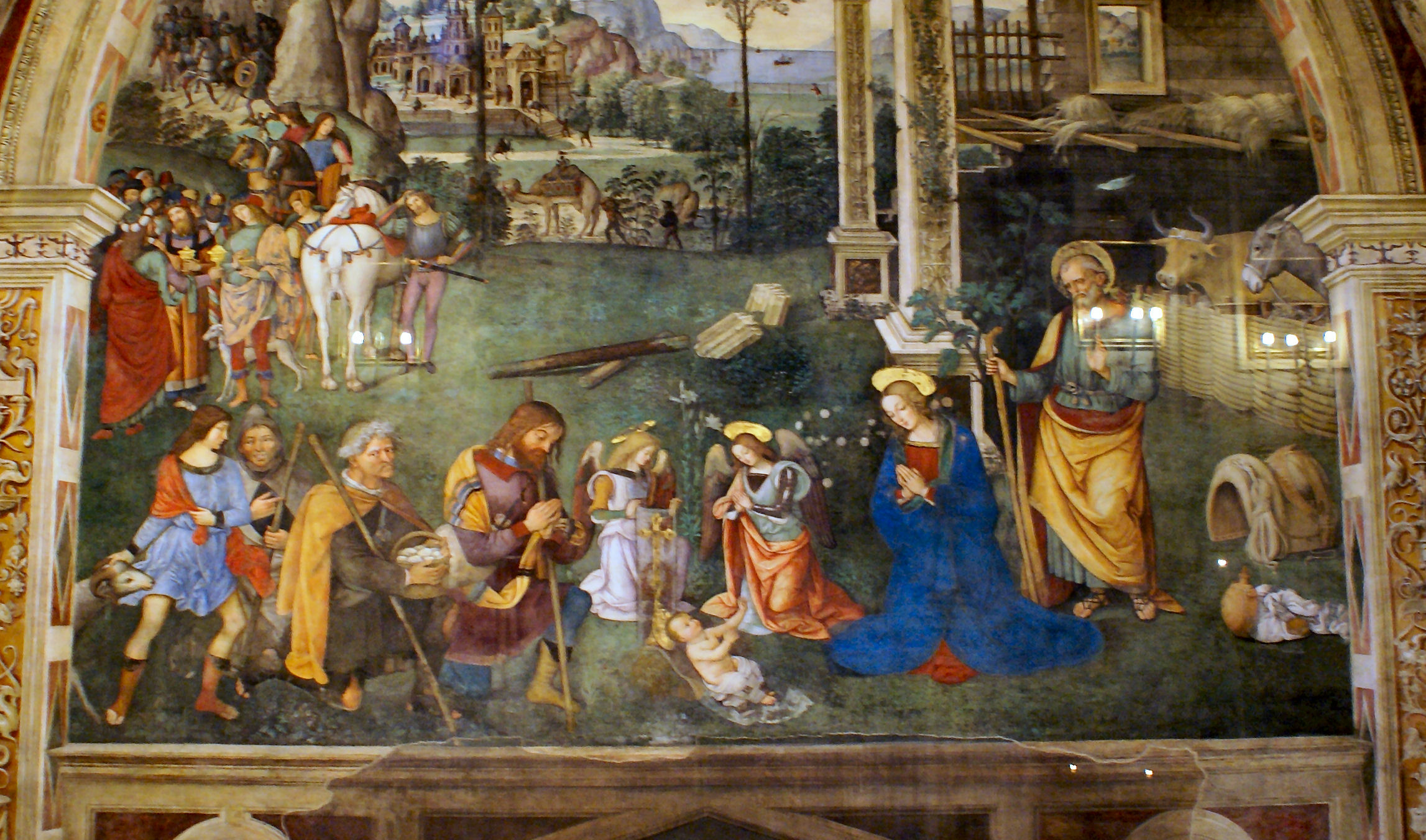
平图里乔《耶稣降生》